# ブレスラウ包囲戦 (1757年)
ブレスラウ包囲戦（ブレスラウほういせん、ドイツ語: Belagerung von Breslau）は、七年戦争中の1757年12月7日から12月20日まで、フリードリヒ2世率いるプロイセン軍がオーストリア軍とフランス軍1万7千の駐留するブレスラウを包囲した戦闘。ロイテンの敗北の後、オーストリア軍はブレスラウに撤退したが、ブレスラウは包囲を受けて降伏した。

## 背景
ザクセンを侵略した後、プロイセン王フリードリヒ2世は続いてボヘミアを攻めた。彼はフランス軍が同盟国ハノーファーに侵攻していることを知ると西へ移動し、1757年11月5日にロスバッハの戦いでフランスとオーストリアの連合軍を撃破した。その間、ロートリンゲン公子カール・アレクサンダー率いるオーストリア軍はシュヴァイトニッツを占領（第一次シュヴァイトニッツ包囲戦）、下シュレージエンへと軍を進め、さらに11月22日にブレスラウを落とした。フリードリヒ2世率いるプロイセン軍は12日間で274キロメートルを行軍してリーグニッツでブレスラウから逃げてきたプロイセン軍残兵と合流した。約3万3千人になったプロイセン軍はブレスラウから西27キロメートルのロイテンに着いたが、そこにはオーストリア軍6万5千が待ち構えていた。こうして生起したロイテンの戦いではプロイセン軍が斜行戦術を駆使してオーストリア軍の陣形の弱点に攻撃、潰走させた。オーストリア軍はボヘミアまで退却し、シュレージエンはまたしてもプロイセンが手中に収めた。カール・アレクサンダーと副官のレオポルト・フォン・ダウンは意気消沈し、特にカール・アレクサンダーは何か起こったのかがわからないほどであった。一方のフリードリヒ2世はハンス・ヨアヒム・フォン・ツィーテンの騎兵のうち半分、およびいくらかの部隊をケーニヒグレーツへ撤退中のオーストリア軍の追撃に派遣、自らは軍の大半をブレスラウへ連れていった。
オーストリア軍は断固としてブレスラウを維持しようとした。シュレージエンを支配下に置きたいことと国の威信を保ちたいこともあったが、もう一つの理由はブレスラウに大量な補給を貯蔵していたことであった。しかし、プロイセン軍がカール・アレクサンダー以下オーストリア軍本隊をボヘミアまで追い払ったことで、ブレスラウ駐留軍が孤立した。この危機的な状況にあったオーストリア駐留軍では、指揮官シュプレヒャーが市中の柱や絞首台にカードを貼り、降伏に言及した者は全員絞首刑に処されることを警告した。

## 包囲

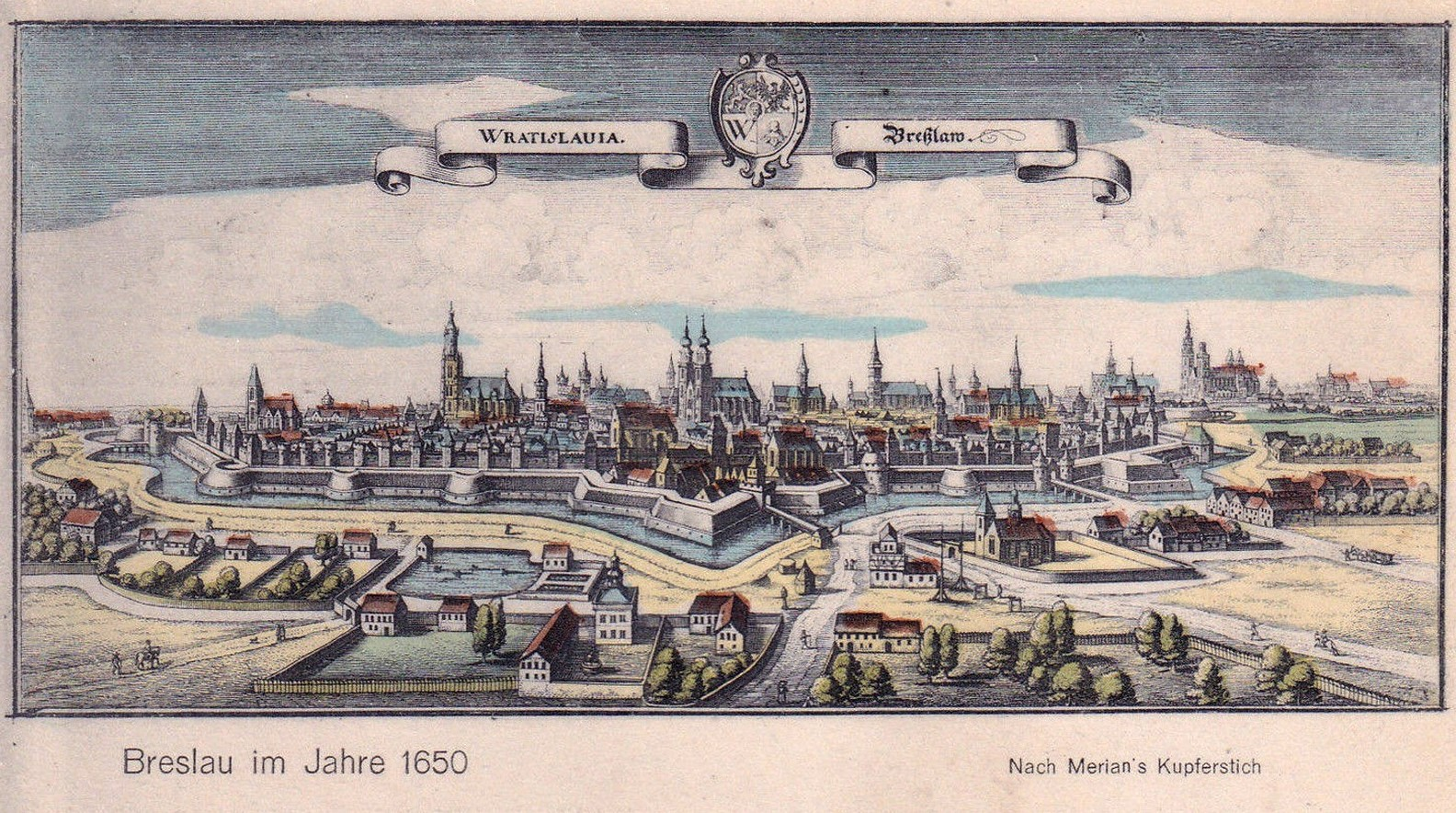
17世紀のブレスラウ。城壁と堀の外縁部はプロイセン軍の攻撃を受けやすかった。

天気はひどく寒く、雨雪交じりであり、包囲軍と駐留軍の両方を苦しめた。12月7日までにブレスラウ市と外界の通信を完全に遮断したプロイセン軍は砲台を築き始め、その後の数日間に城壁の外縁にある堀を占領、砲台を完成させた。砲台が完成してすぐ、プロイセン軍は包囲を開始した。フェルディナント王子率いるプロイセン軍の部隊は郊外にある聖モーリッツ教会を占領、大砲2門と臼砲2門がある新しい砲台を築いた。
プロイセン軍は何度も城壁に突撃した。天気は引き続き寒く、逆茂木と塹壕がほぼ凍るほどであった。14日、激しい砲撃のなかでブレスラウの弾薬庫の一つが炎上、爆発して、いくつかの家屋を破壊した。オーストリア軍が鎮火に努める中、プロイセン軍は市の南にある砲台を拡大した。天気がさらに悪くなるが、プロイセン軍の包囲線はだんだん城壁に近づき、工兵はトンネルを掘り始めた。
13日から14日の夜にかけて、プロイセンのフランツ・カール・ルートヴィヒ・フォン・ヴィート・ツー・ノイヴィート将軍がオーデル川に隣接する「ポーランド人の郊外」（独: Polnischen Vorstadt）と呼ばれる場所を占領してパンデュール51人を捕虜にした。14日、聖モーリッツ教会の人々が市内へと逃げ、その日の15時に城壁の外に残った最後の前哨地点が落とされるとブレスラウと外界の連絡が完全に断たれた。その夜、プロイセン軍は最も大きい攻城砲を修理して砲撃を再開した。数時間後、砲撃が第2の弾薬庫に着弾して防御線の一部を破壊し、守備軍に死傷者約800人の損害を強いた。その後の3日間、攻撃は昼夜を問わずに続いた。
15日から16日の夜にかけて、プロイセン軍は平行壕を1,000歩の長さまで延長し、塹壕の突出部を築き始めた。翌日には工兵を投入した。また、プロイセン軍は跳飛射撃の戦術を使いはじめた。これは砲弾を低角度で射出することで弾が胸墻の上をぎりぎりで通り、着地した後も数回跳ねる、という戦術であり、胸墻の一部といくらかの砲床を破壊する成果を出した。そして、19日、ダウンやカール・アレクサンダーから救援軍が来そうにないことでシュプレヒャーは降伏を決め、翌日にはプロイセン軍が城門を支配下に置き、そのさらに翌日の21日にオーストリア軍とフランス軍がシュヴァイトニッツ門から城外に出た。

## 影響
オーストリア軍とフランス軍は駐留軍1万7千の全員を失い、さらに軍馬1千以上、大砲81門など多くの補給を失った。また駐留軍の中には将軍13名を含む士官約700人がいた。駐留軍は約1,200人の戦死者を出した。
ブレスラウが陥落したことは、オーストリアがシュレージエン全体を失うことを決定的なものにした。12月はオーストリア軍にとって災難的だった。ロイテンの戦いの大敗、シュレージエンからボヘミアへの撤退、そしてブレスラウ駐留軍を失ったことはオーストリアにとって痛手になり、夏の間に占領した領土を冬に全て失う結果となった。マリア・テレジアは戦に勝利して1748年に失ったシュレージエンを奪回する希望を失わずにいたが、彼女は義弟カール・アレクサンダーを更迭して代わりにネーデルラント総督に任命、ボヘミアにおけるオーストリア軍の指揮にはレオポルト・フォン・ダウンを任命した。